# Сташков
Сташков (словац. Staškov) — село в окрузі Чадця Жилінського краю Словаччини. Площа села 21,87 км². Станом на 31 грудня 2015 року в селі проживало 2765 людей.

## Історія
Перші згадки про село датуються 1640 й 1658 роками.

## Географія
Протікає Баганський потік.

## Населення
| Рік:            | 1994. | 2004.   | 2014.   | 2024.   |
| --------------- | ----- | ------- | ------- | ------- |
| Кількість осіб: | 2568  | 2686    | 2761    | 2759    |
| Різниця:        |       | +4,59 % | +2,79 % | -0,07 % |

| Рік:            | 2023. | 2024. |
| --------------- | ----- | ----- |
| Кількість осіб: | 2759  | 2759  |
| Різниця:        |       | +0 %  |